# 2018年平昌オリンピックのオーストラリア選手団
2018年平昌オリンピックのオーストラリア選手団（2018ねんピョンチャンオリンピックのオーストラリアせんしゅだん）は、2018年2月9日から23日まで大韓民国江原道平昌で開催された2018年平昌オリンピックのオーストラリア選手団、およびその競技結果。

## 概要
男子28選手、女子22選手の計50選手が参加した

## メダル
| メダル | 選手名                 | 競技                 | 種目                   |
| ------ | ---------------------- | -------------------- | ---------------------- |
| 銀     | マット・グレアム       | フリースタイルスキー | 男子モーグル           |
| 銀     | ジャリッド・ヒューズ   | スノーボード         | 男子スノーボードクロス |
| 銅     | スコッティ・ジェイムズ | スノーボード         | 男子ハーフパイプ       |

## 種目別選手

### スキー

#### アルペンスキー
- ドミニク・デムシャー（英語版）
  - 男子滑降 - 33位
  - 男子大回転 - 未完走
- ハリー・レイドロー（英語版）
  - 男子大回転 - 失格
- グレタ・スモール（英語版）
  - 女子アルペン複合 - 77位

#### クロスカントリースキー
- フィリップ・ベリングハム（英語版）
  - 男子15kmフリー - 77位
  - 男子50kmクラシカル - 56位

### スケート

#### フィギュアスケート
- 男子シングル - 1名

### ボブスレー
- ルーカス・マタ（英語版）
- デイビッド・マリ（英語版）
  - 男子2人乗り - 総合22位
- ルーカス・マタ
- デイビッド・マリ
- ラクラン・レイディ（英語版）
- ヘイデン・スミス（英語版）
  - 男子4人乗り - 総合25位

### スケルトン
- ジョン・ファロウ（英語版）
  - 男子 - 総合19位
- ジャクリン・ナラコット（英語版）
  - 女子 - 総合16位

### リュージュ
- アレクサンダー・フェルラッゾ（英語版）
  - 男子1人乗り - 総合28位